# Гамбит (стрип)
Реми Етиен ЛеБо, познатији по псеудонимом Гамбит је измишљени лик, суперхерој Марвел комикса, који је био члан Икс мена.

## Карактеризација
Гамбита је као члана групе Икс-мен осмислио сценарист стрипа Крис Кларемонт а нацртао легандерни Џим Ли. Од првог појављивања у епизоди The Uncanny X-Men #266 јавља се у континуитету као члан групе, а имао је и своје мини-серијале (најновији, Rogue and Gambit изашао је из штампе 2018).
Његова каријера у стрип универзуму завршава се на трагичан начин, када Вулверин у епизоди "Стари Логан" преварен од стране Мистерија да мисли да су његови пријатељи прерушени зликовци који нападају базу, масакрира многе чланове Икс-мена.